# فتوى خامنئي بتحريم السلاح النووي

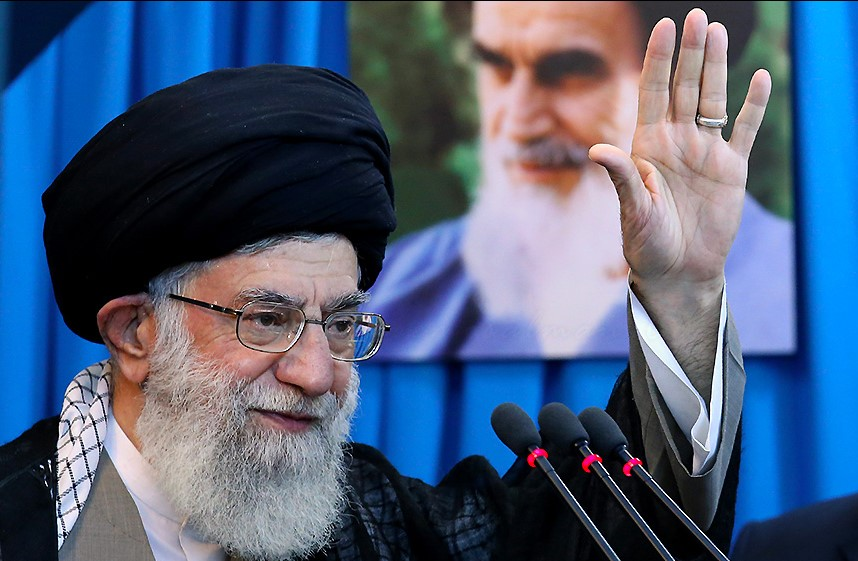
علي خامنئي المرشد الأعلى للثورة الإسلامية في إيران.

فتوى خامنئي حول تحريم السلاح النووي أصدر المرشد الأعلى في إيران علي خامنئي فتوى تحرم فيه استخدام سلاح دمار الشامل.اُصدرت هذه الفتوى عام 2003 م وبعد عامين اعلنتها الحكومة الايرانية في بيان رسمي في اجتماع الوكالة الدولية للطاقة الذرية في فيينا. ونشرت هذه الفتوى على الموقع الرسمي للخامنئي واشار اليها المسئولين الكبار في تصريحاتهم. عدّ حسن روحاني هذه الفتوى أكبر ضمان يضمن حركة إيران في مسار التكنولوجيا النووية السلمية. واعتبرها باراك اوباما آلية جيدة للالتزام بالاتفاق.

## الخلفية
إن الموضوع النووي الإيراني من المواضيع المثيرة للجدل منذ سنين حيث كانت هناك مفاوضات ونقاشات كثيرة حول برنامج إيران النووي وذلك لتشكیك الغرب بإنتاج قنبلة ذرية في إيران علی رغم تأکيد إیران بأن برنامجها سلمي ومخصص لتوليد الطاقة الكهربائية فقط.
ويعتقد الخبراء أن إيران قادرة تقنيا على تخصيب اليورانيوم لانتاج قنبلة في غضون بضعة أشهر.
في أكتوبر من عام 2003، أصدر خامنئي فتوى شفوية نهى فيها عن إنتاج واستخدام أي نوع من أسلحة الدمار الشامل. وبعد عامين، في أغسطس 2005، اُعلنت هذه الفتوى في بيان رسمي للحكومة الإيرانية في اجتماع الوكالة الدولية للطاقة الذرية في فيينا، وقيل أنّ هذه الفتوى تُحَرِّمُ «إنتاج، وتخزين، واستخدام الأسلحة النووية» في ظل الإسلام.

## الفتوى
الفتوى الذي اصدرها المرشد الأعلى في إيران السيد خامنئي تحظر من استخدام سلاح دمار الشامل في ظل الإسلام.وقد نشرت هذه الفتوى على موقعه الرسمي باللغات العديدة وايضا نُشر على موقعه تصريحاته العديدة التي يبين فيها معارضته لصناعة الأسلحة النووية من الناحية القانونية والأخلاقية والدينية والإسلامية.
وأمّا نص الفتوى:
بعد أربعة أيام من عقد اتفاقية شاملة حول البرنامج النووي JCPOA، ألقى خامنئي خطابا بعد صلاة عيد الفطر عام 2015 وأشار فيها إلى هذه الفتوى واكد أنّه لايمكن لاي قوة الوقوف أمام إيران إذا ارادت صناعة قنبلة ذرية ولكن إيران لا تريد صناعتها وذلك لتعارضها مع الشرع والإسلام وقال:

## التصريحات حول الفتوى
تعتبر هذه الفتوی ضمانة للغرب بأنّ إيران لا تسعى إلى امتلاك السلاح النووی وهی حریصة على امتلاك التقنیة النوویة بحقها. وأشار اليه المسئولين الإيرانيين وايضا إدارة الرئيس الأمريكي باراك أوباما.
 إيران: أعلن حسن روحاني رئيس الجمهوريّة الإسلاميّة الإيرانيّة في اجتماعه مع مجلس الوزراء:
- وشدد الدكتور علي أكبر صالحي رئيس منظمة الطاقة الذرية في الجمهورية الإسلامية الإيرانية علی آثار هذه الفتوي مؤكدا بأنها سوف تتضح للعالم في المستقبل القريب.[11]
- وقال رئيس لجنة الأمن القومي والسياسة الخارجية في مجلس الشورى الإسلامي علاء الدين بروجردي:

- و تحدّث حسين موسويان، المتحدث السابق باسم المفاوض النووي الإيراني، عن إمكانية الاستفادة من هذه الفتوى، قائلاً:

 الولايات المتحدة: قال الرئيس الأمريكي باراك أوباما في كلمة له في البيت الأبيض:
- و هناك تصريح مماثل لجون كيري، قال: